# Torment
Torment (Brasil: Faces do Medo: Bem-vindo à Família ) é um filme canadense do gênero terror, dirigido por Jordan Barker em 2013.

## Sinopse
Cory (Robin Dunne) leva seu filho de 7 anos de idade para um passeio na floresta, na intenção de estreitar o relacionamento com a nova madrasta, Sarah (Katherine Isabelle). Mas a casa isolada faz com que o garoto se lembre de sua falecida mãe, e logo ele desaparece. Em meio do desespero, Cory e Sarah descobrem que a casa foi utilizada por estranhos enquanto estavam fora. Será que os estranhos raptaram o garoto?

## Elenco
- Katherine Isabelle - Sarah Morgan

- Robin Dunne - Cory Morgan

- Peter DaCunha - Liam Morgan

- Amy Forsyth - Mary Bronson/Macaquinha

- Stephen McHattie - Sherife Hawkings

- Noah Danby - Sr. Mouse

- Inessa Frantowski - Lady Pig

- Bill Colgate - Jim Bronson

- Adrienne Wilson - Maggie Bronson

- Joey Beck - Coelhinho